# 西福寺 (敦賀市)

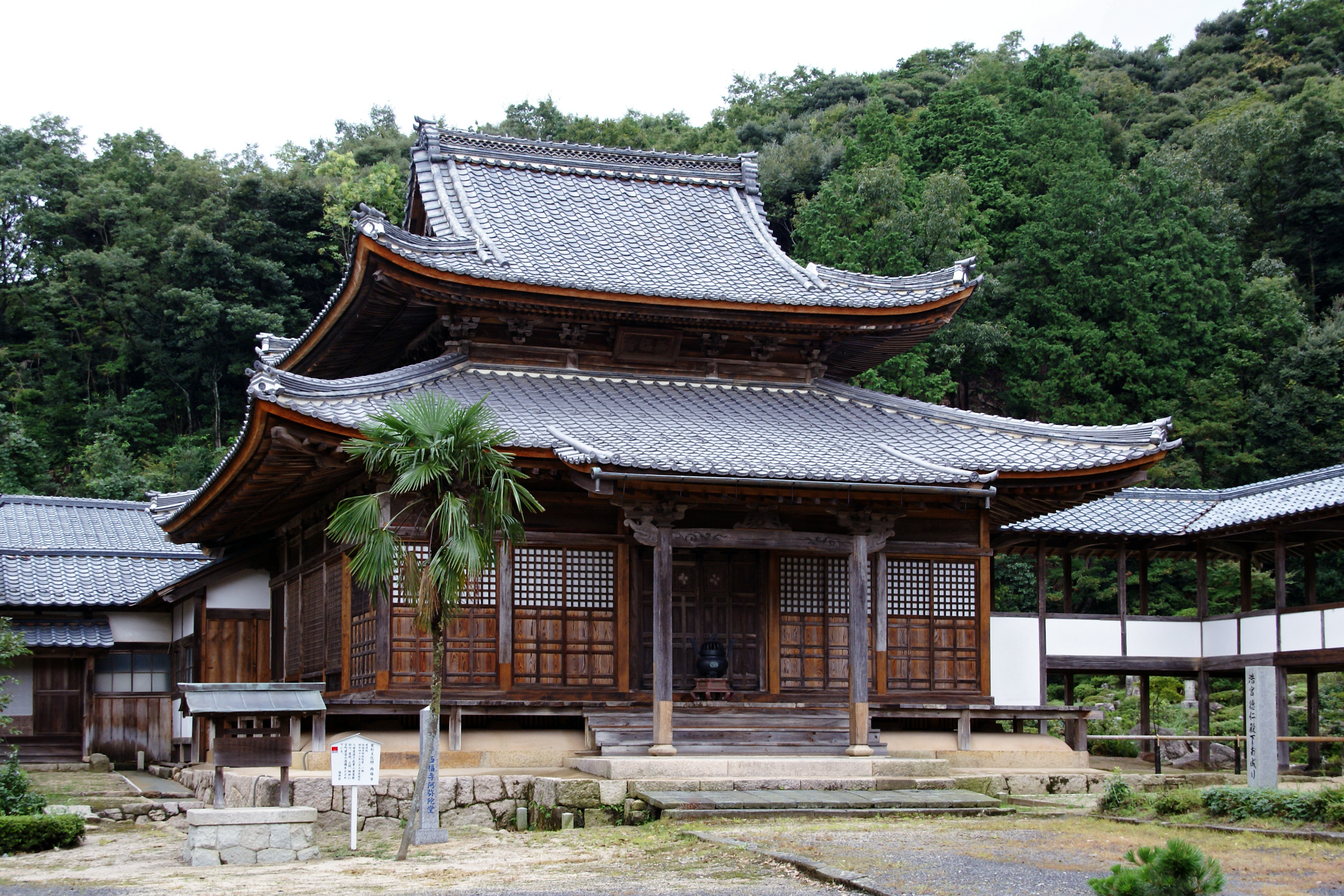
阿弥陀堂

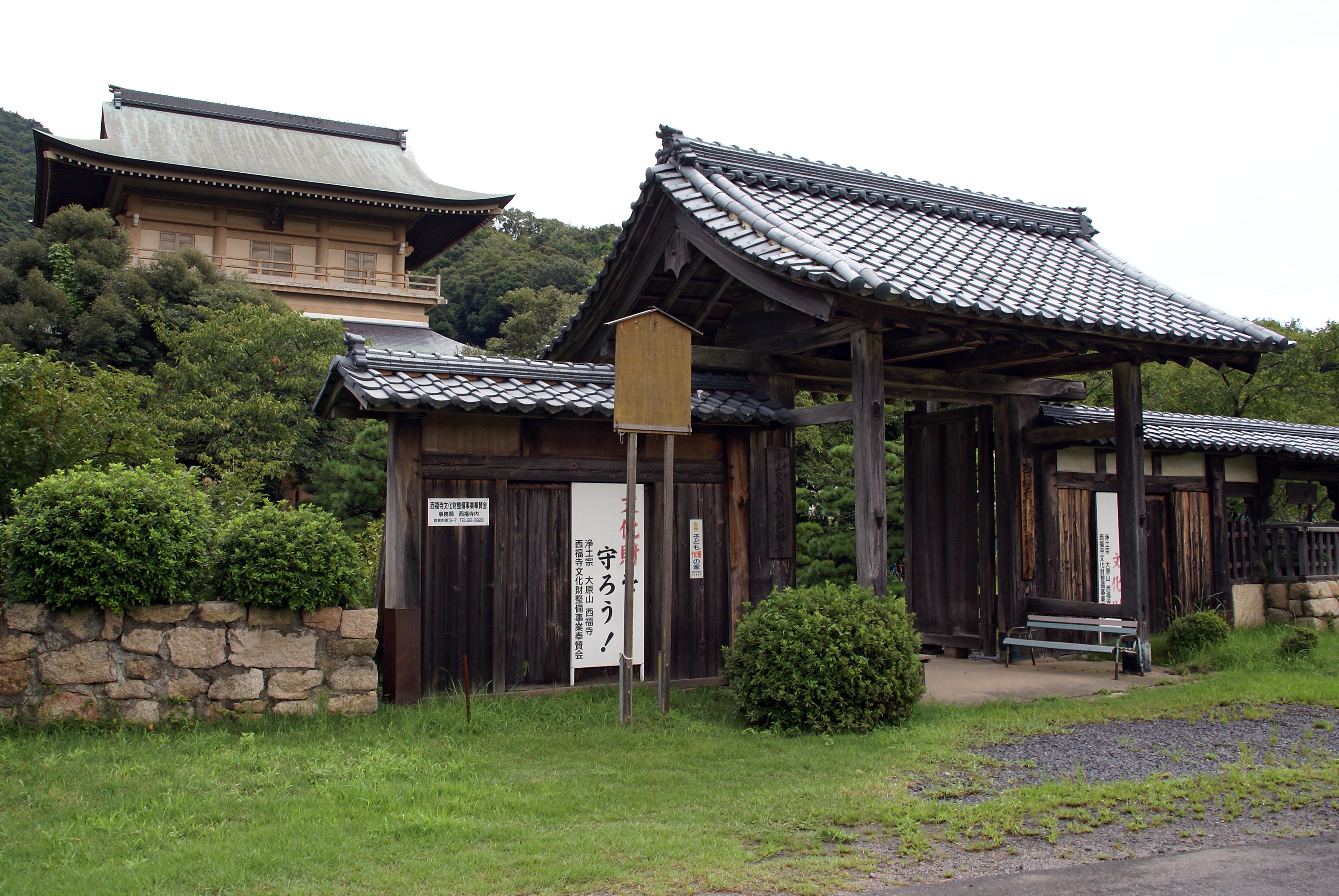
総門と三門

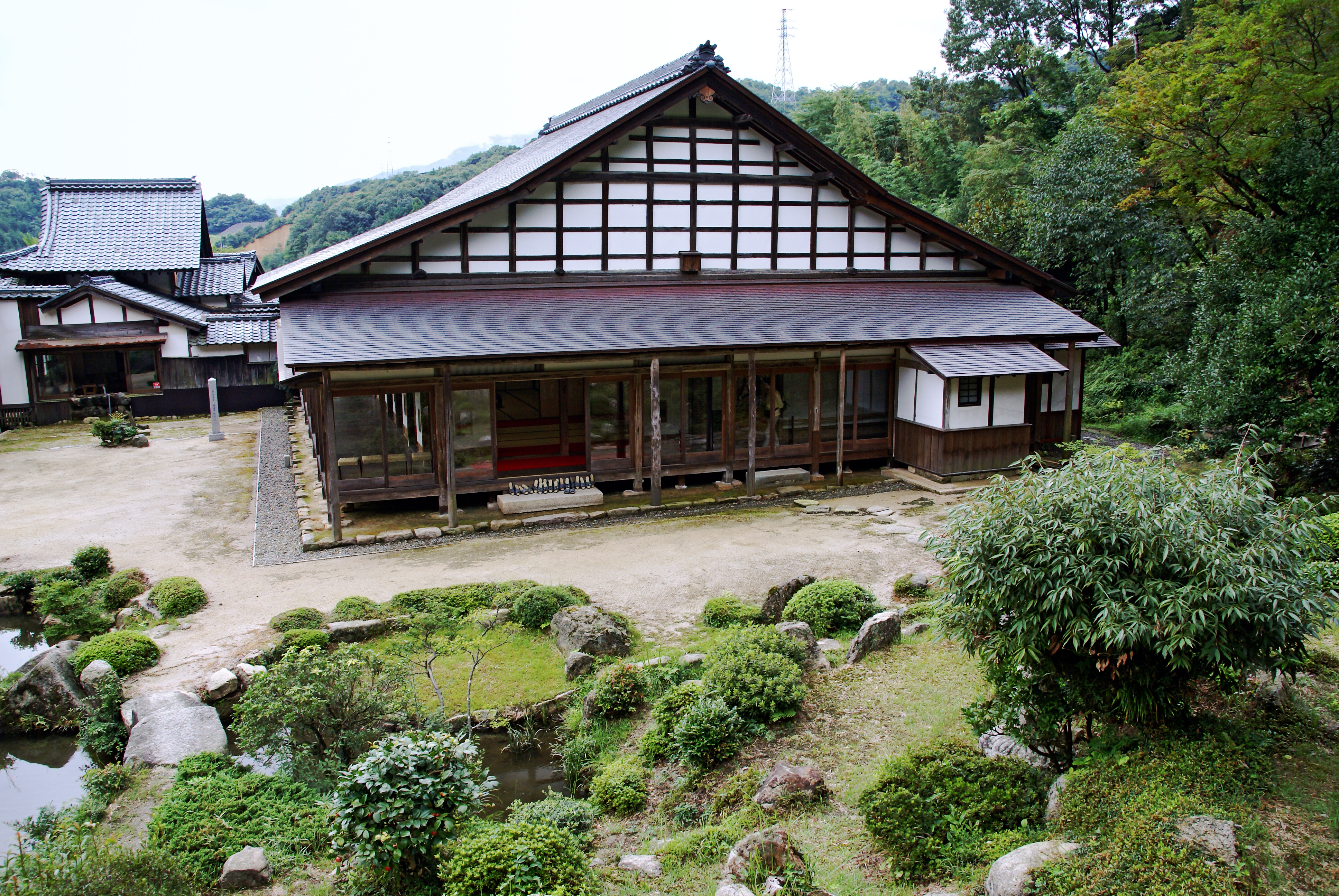
書院

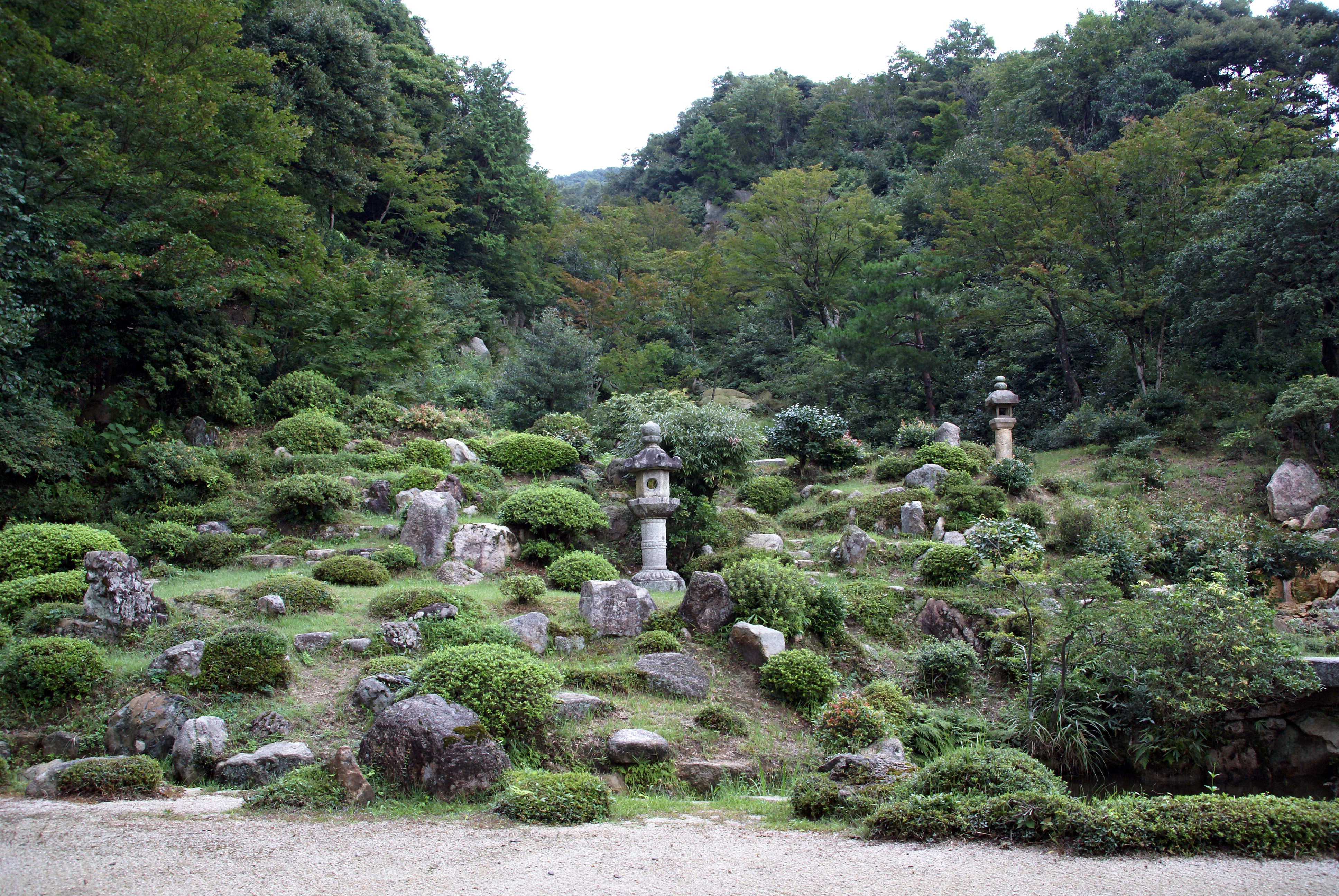
書院庭園

西福寺（さいふくじ）は、福井県敦賀市にある浄土宗の寺院。山号は大原山。本尊は阿弥陀三尊（阿弥陀如来・観音菩薩・勢至菩薩）。名勝の書院庭園が有名。

## 歴史
応安元年（1368年）、後光厳天皇の勅願により、良如を開山として創建されたという。良如は越前国府中（現・越前市）出身の浄土宗僧で、越前市正覚寺の開山でもある。

## 伽藍
- 御影堂 - 文化5年（1808年）建立、入母屋造瓦葺き。重要文化財
- 阿弥陀堂 - 室町時代建立の前身建物（禅宗様仏殿）の部材を利用し文禄2年（1593年）に建立。入母屋造瓦葺き、一重裳階付き。重要文化財
- 書院及び庫裏 - 書院は天和3年（1683年）建立、庫裏は江戸時代中期ないし後期の建立で、後に両者を繋いで1棟としている。書院は切妻造銅板葺き、庫裏は切妻造、瓦葺き。重要文化財
- 書院庭園 - 江戸時代中期作庭、 面積1400坪、築山林泉式庭園、国の名勝
- 四修廊下 - 市指定文化財
- 念仏堂 - 市指定文化財
- 大玄関 - 文政4年建立
- 鐘楼 - 安永年間の建立、市指定文化財
- 宝物殿
- 瑞芳軒
- 宝筺印塔 - 文化年間の建立
- 玄関 - 市指定文化財
- 三門
- 総門 - 市指定文化財
- 華頂門 - 旧華頂宮邸表門
- 庫裡門 - 市指定文化財
- 斜利如来堂
- うこん桜
- 椎の木（スダジイ） - 東西2株、西株が「新日本の名木100選」、市指定文化財記念物

## 文化財
重要文化財
- 「西福寺」3棟[1]
  - 御影堂
  - 阿弥陀堂
  - 書院及び庫裏

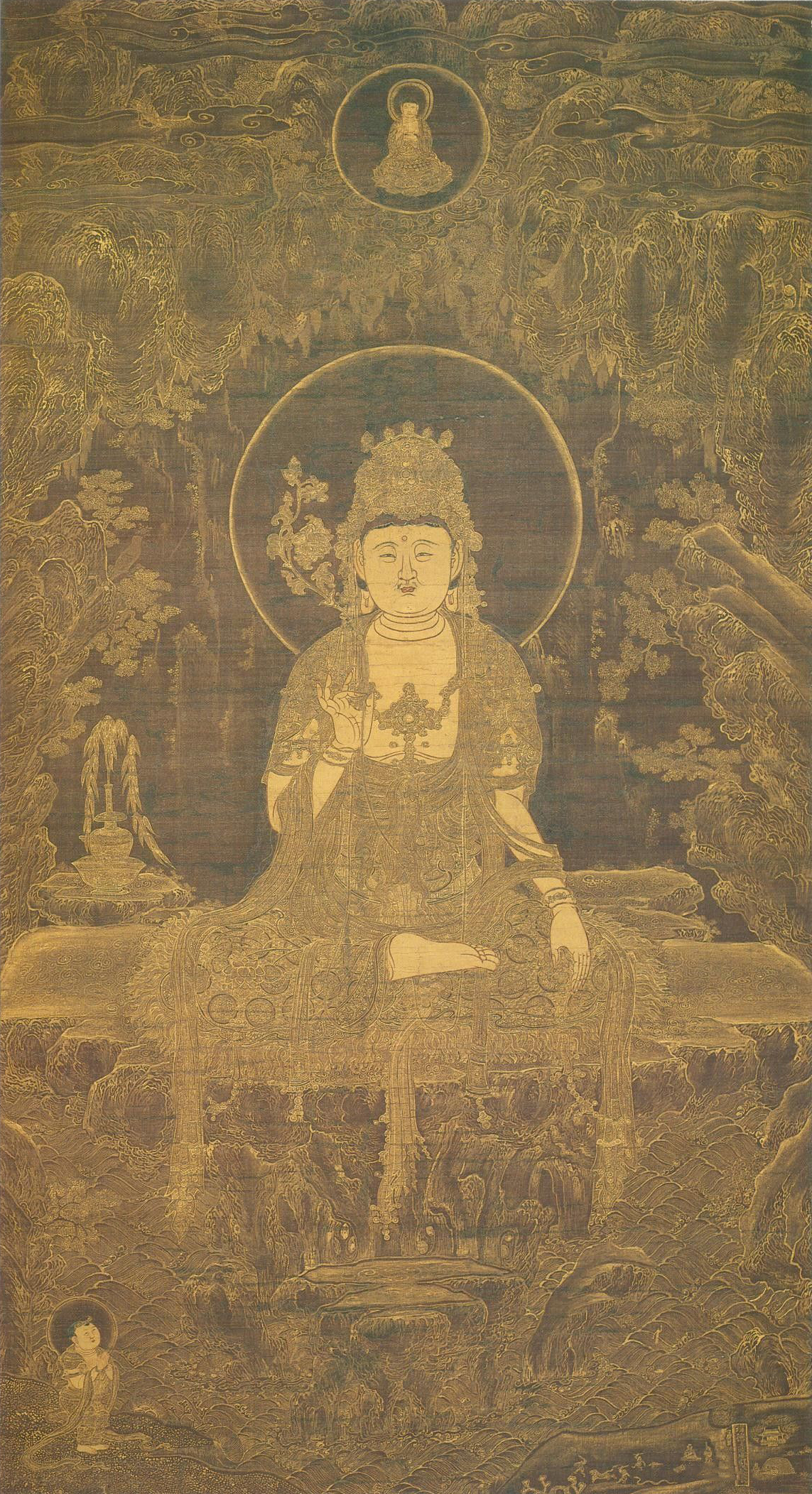
主夜神像

- 絹本著色主夜神像 - 高麗時代（1995年盗難）[2]
- 絹本著色阿弥陀如来像 - 南宋時代（1995年盗難）
- 絹本著色観経変相曼荼羅図
- 西福寺一切経勧進経 25巻
  - 大般涅槃経 巻第廿九　天平五年奥書
  - 七仏所説神咒経 第三　天平十二年奥書（光明天皇願経）
  - 七仏十一菩薩説大陀羅尼神咒経 第一　天平十二年奥書（光明天皇願経）
  - 大般涅槃経 巻第廿九　天平宝字七年奥書
  - 華厳経 3巻（巻第三十、第三十六、第三十八）巻第三十八に神護景雲二年奥書（孝謙天皇願経）
  - 弥勒下生経
  - 仏説正恭敬経
  - 文殊師利菩薩所説咒経 第二
  - 六門陀羅尼経
  - 仏説護諸童子陀羅尼咒経
  - 仏説阿弥陀鼓音声王陀羅尼経（中聖武）
  - 仏説大普賢陀羅尼経（中聖武）
  - 仏説安宅経（中聖武）
  - 玄師颰陀所説神咒経（中聖武）
  - 謗仏経
  - 大吉義神咒経 3巻（巻第一、第二、第四）
  - 称讃浄土経
  - 華厳経 巻第二十一
  - 華厳経 巻第四十
  - 紺紙金字心経並阿弥陀経
  - 紺紙金字毗婆沙論 巻第五
- 般若心経 二条持基筆
- 孔雀鎗金経箱
- 西福寺文書 26巻、163冊、1帖、32幅、59通、1綴、7枚

典拠：2000年（平成12年）までの指定物件については、『国宝・重要文化財大全 別巻』（所有者別総合目録・名称総索引・統計資料）（毎日新聞社、2000）による。
名勝（国指定）
- 西福寺庭園 - 昭和7年（1932年）指定

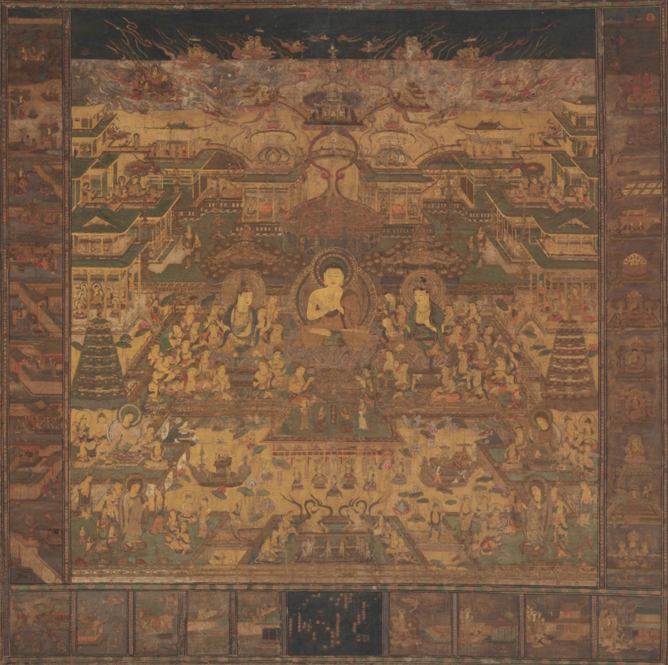
観経変相曼荼羅図 鎌倉時代
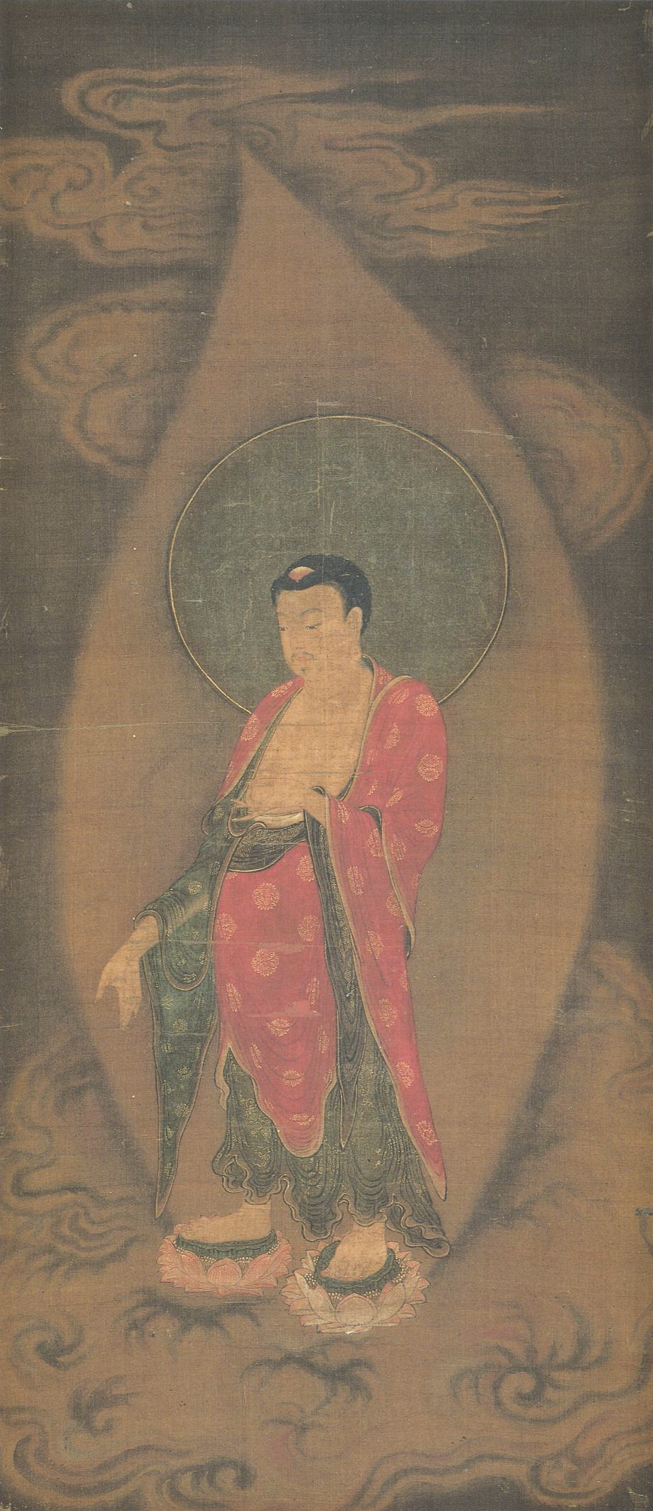
阿弥陀如来像 南宋

## 所在地
〒914-0824 福井県敦賀市原13-7

## アクセス
交通機関
- 北陸本線・北陸新幹線・小浜線・ハピラインふくい線 敦賀駅
  - 敦賀市コミュニティバス
    - 松原線
      - 「西福寺」停留所下車、徒歩2分。

※所要時間：敦賀駅から約30分。
自動車
- 北陸自動車道
  - 敦賀ICから約15分。
- 舞鶴若狭自動車道
  - 敦賀南スマートIC（ETC搭載車専用）から約20分。
- 国道8号
  - 敦賀バイパス
    - 余座ランプから約15分。

  - 敦賀市街地（本町（）・元町（）方面）
    - 気比神宮交差点から約10分。
- 国道476号
  - 曙交差点（国道8号(市街地区間)の交点）から約12分。
- 国道27号（金山バイパス）
- 福井県道142号松島若葉線
- 福井県道210号余座若葉線
  - 若葉交差点（金山バイパスと福井県道142号線・福井県道210号線の交点）から約10分。

タクシー
- 敦賀駅から約15分。